# Camera dei deputati (Romania)
La Camera dei deputati (in romeno Camera Deputaților) è la camera bassa del Parlamento bicamerale della Romania. L’altra è il Senato.
L'attuale configurazione è frutto delle disposizioni della Costituzione del 1991.
I deputati sono eletti ogni quattro anni tramite suffragio universale diretto. La legislatura in carica è composta attualmente da 331 deputati, 312 dei quali eletti utilizzando un sistema proporzionale. I restanti 19 rappresentano le organizzazioni delle minoranze etniche che, in base alla Costituzione, hanno diritto ad un deputato a prescindere dalla soglia di sbarramento o dal criterio della proporzionalità.
Ha sede a Bucarest nel Palazzo del Parlamento, che ospita anche il Senato.

## Storia
Una prima forma di parlamentarismo apparve nel 1856 nei due principati di Valacchia e Moldavia, che nel 1862 si unirono per formare il Principato di Romania. La Costituzione del 1866 ratificò la nascita di un parlamento separato in due camere, Assemblea dei deputati e Senato, in cui gli eletti erano rappresentati in base ad un sistema censitario.
La Costituzione del 1923 rafforzò i poteri del parlamento, mentre nel 1919 era già stato introdotto il suffragio universale maschile.
Nel 1938 il re Carlo II impose un regime di monarchia autoritaria, che rese il parlamento un'istituzione decorativa. Nel 1940 l'avvento della dittatura di Ion Antonescu sospese le attività parlamentari, che furono riprese solo nel 1946.
La Costituzione del 1948, elaborata dal nuovo stato socialista, istituì un sistema monocamerale, la Grande Assemblea Nazionale, che sopravvisse fino alla rivoluzione del 1989.
Nel 1990 il governo provvisorio consentì la celebrazione di elezioni per un'assemblea costituente composta da due rami, Camera dei deputati e Senato, che rimasero in carica per due anni. La Costituzione del 1991, fondata su principi democratici, decretò l'istituzione di un parlamento bicamerale.

## Sede della Camera

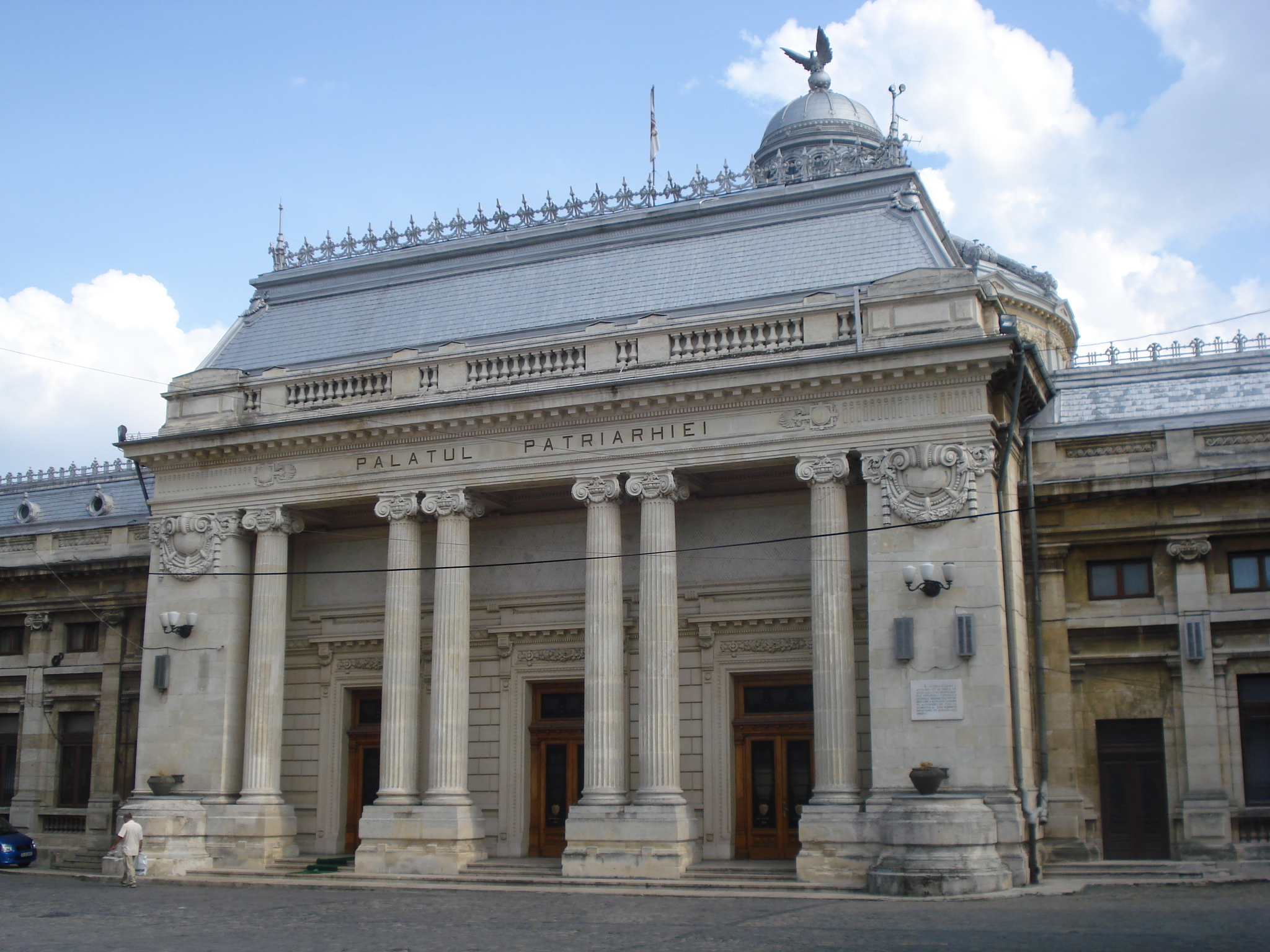
Il Palazzo del Patriarcato, sede della Camera dei deputati fino al 1993.

Sede della Camera dei deputati è il Palazzo del Parlamento di Bucarest. I lavori di costruzione dell'edificio, voluto da Nicolae Ceaușescu per ospitare le maggiori istituzioni dello stato socialista, iniziarono nel 1984, mentre allo scoppio della rivoluzione del 1989 erano stati realizzati nella misura del 60% e furono ultimati nel 1996.
La Camera dei deputati vi si trasferì nel 1993, dopo l'emanazione del decreto n°31 del 16 marzo 1993. Fino a quell'anno era stata ospitata dal Palazzo del Patriarcato nella capitale rumena, che era stato sede della Grande Assemblea Nazionale. Nel 2004 anche il Senato si spostò nello stesso edificio.

## Sistema di elezione della Camera

### Attuale
L'elezione dei deputati è regolata dalla Legge 208/2015, che prevede che questi siano eletti tramite suffragio universale diretto da parte dei cittadini rumeni che abbiano compiuto almeno 18 anni d'età, così come disposto anche dall'art. 36 della Costituzione. Il mandato dei deputati dura fino al termine della legislatura, tipicamente quattro anni. L'età minima per essere eletti è 23 anni (art. 37 della Costituzione).
La legge elettorale si basa su un sistema proporzionale a liste bloccate, con una soglia di sbarramento al 5% per i singoli partiti e una variabile tra l'8 e il 10% per le coalizioni, che prevede l'elezione di un deputato ogni 73.000 abitanti (art. 5 della Legge 208/2015).
Per quanto riguarda le organizzazioni rappresentanti le minoranze etniche che alle elezioni non siano riuscite a superare la soglia di sbarramento, ad ogni gruppo è garantito un seggio alla Camera (art. 62 della Costituzione), a condizione che a livello dell'intero paese abbiano ottenuto almeno il 5% del numero medio di voti necessario per l'elezione di un deputato (art. 56 della Legge 208/2015).
La circoscrizione estero elegge quattro deputati.

### Precedenti
In seguito alla rivoluzione del 1989, il governo provvisorio elaborò una legge elettorale che prescriveva il superamento del monocameralismo, stabilendo la creazione di un Senato che avrebbe agito al fianco della Camera dei deputati. La Legge 92/1990 istituiva un sistema di voto proporzionale a liste bloccate senza soglia di sbarramento per entrambe le camere. Il numero di deputati sarebbe stato di 387, cui si aggiungevano i rappresentanti delle organizzazioni politiche delle minoranze etniche. I partiti delle minoranze già registrati al momento dell'emanazione della legge avrebbero avuto diritto ad un parlamentare anche nel caso in cui non avessero raggiunto il numero di voti necessario a garantirgli rappresentanza. Potevano candidarsi alla camera i cittadini di almeno 21 anni d'età.
Nel 1992, dopo l'entrata in vigore della Costituzione, il legislatore varò una nuova legge elettorale. La Legge 68/1992 manteneva il sistema di voto proporzionale, con l'elezione di un deputato ogni 70.000 abitanti, ma introduceva una soglia di sbarramento al 3%, inesistente nella precedente legislazione. Come da previsioni costituzionali, le minoranze etniche continuavano ad aver diritto ad un deputato a prescindere dalla proporzionalità e dalla soglia di sbarramento. L'art. 34 della Costituzione del 1991 (precedente la riforma del 2003) prevedeva che avevano diritto al voto i cittadini di almeno 18 anni di età, mentre secondo l'art. 35 per candidarsi alla Camera dei deputati erano necessari 23 anni.
La successiva legge elettorale (Legge 373/2004) non impattò significativamente le modalità d'elezione dei deputati. Nel 2008 la promulgazione della legge 35/2008, che rimase in vigore fino al 2015, invece, modificò sostanzialmente tali criteri, con l'introduzione di un sistema elettorale misto tra uninominale e proporzionale: candidature e voti erano uninominali, mentre la ripartizione dei seggi era realizzata su base proporzionale con uno sbarramento al 5% (un deputato ogni 70.000 abitanti). La successiva Legge 208/2015 decretò il ritorno al proporzionale e aumentò a 73.000 il numero di abitanti per rappresentante eletto, con l'effetto di ridurre il numero totale dei deputati.

## Funzionamento generale dell'Assemblea
Come sancito dall'art. 74 della Costituzione la Camera esercita la funzione legislativa. Organizzazione e funzionamento sono disciplinati da un regolamento proprio (art. 64 della Costituzione).
La Camera lavora in sedute separate dal Senato. Fanno eccezione alcuni casi, previsti dall'art. 65 della Costituzione, in cui i due rami del parlamento si riuniscono in seduta congiunta, come nel caso di messaggi da parte del Presidente della Romania, dell'approvazione del bilancio dello Stato, della nomina dell'Avvocato del popolo e dei direttori di SIE e SRI, di dichiarazione di guerra, o dell'approvazione dei rapporti del Consiglio superiore della difesa.
All'inizio di ogni legislatura la Camera neoeletta si riunisce su convocazione del Presidente della Romania. Fino alla nomina del presidente della Camera e dei membri dell'Ufficio permanente i lavori dell'assemblea sono condotti dal deputato più anziano, con l'assistenza di quattro segretari. Nella prima seduta la Camera istituisce una commissione per la convalida dei mandati dei singoli deputati. Nel quinto giorno dalla sua istituzione, la Camera si riunisce di diritto per dibattito e voto del rapporto presentato dalla commissione. La Camera viene dichiarata costituita legalmente dopo la convalida di due terzi dei deputati.
Come previsto dall'art. 66 della Costituzione, la Camera si riunisce in modo ordinario in due sessioni l'anno, una con inizio a febbraio e una con inizio a settembre.
Secondo l'art. 75 della Costituzione la Camera dei deputati è l'assemblea di prima lettura per progetti di legge riguardanti la ratifica di trattati e accordi internazionali, nonché su alcune tipologie di leggi organiche espressamente stabilite dalla Costituzione. È, al contrario, assemblea decisionale, dopo la votazione del Senato, per le leggi ordinarie. In qualità di assemblea di prima lettura, si esprime normalmente entro 45 giorni (o 60 nel caso di leggi particolarmente complesse) e entro 30 giorni per l'approvazione delle ordinanze d'urgenza. Superati tali termini i progetti di legge vengono trasmessi automaticamente al Senato.
I progetti di legge sono sottoposti al dibattito della Camera sentito il parere del Consiglio legislativo. Questi sono trasmessi per esame dall'Ufficio permanente alle commissioni permanenti, che analizzano anche eventuali emendamenti proposti dai deputati. I progetti di legge sui quali le commissioni permanenti hanno stilato un rapporto, che contiene pareri e indicazioni, vengono inseriti nell'ordine del giorno della Camera per dibattito e votazione. I progetti di legge approvati o respinti in qualità di prima camera di lettura, vengono trasmessi al Senato. Quelli adottati, in cui la Camera rappresenta l'assemblea decisionale, cinque giorni prima della promulgazione vengono trasmessi a governo, Alta corte di cassazione e giustizia e Avvocato del popolo, organi che possono esercitare il diritto di appello alla Corte costituzionale, e registrati presso le segreterie generali di Camera e Senato. Se la legge è adottata in procedura d'urgenza il termine è di due giorni. In mancanza di obiezioni, quindi, la legge viene trasmessa al Presidente della Romania per promulgazione.
Nel caso di appello alla Corte costituzionale, se questa dovessere ritenere un provvedimento illegittimo, la Camera deve esaminare nuovamente il progetto di legge per correggere i punti ritenuti incostituzionali, in base ad un rapporto redatto dalla commissione giuridica. Prima della promulgazione il Presidente della Romania può chiedere al parlamento di riesaminare una legge. In tal caso la Camera ha a disposizione 30 giorni per procedere.

## Organi parlamentari

### Presidente della Camera dei deputati
Il presidente della Camera dei deputati è eletto all'inizio di ogni legislatura per l'intera durata del mandato del parlamento.
Il suo ruolo è quello di presiedere le sedute dell'assemblea e dell'Ufficio permanente, mantenendo l'ordine in aula, fare rispettare il regolamento della Camera e stabilire l'ordine delle votazioni, garantendo il funzionamento dell'istituzione.
Ha il diritto di rivolgersi alla Corte costituzionale per la verifica della legittimità delle leggi.
L'attuale presidente è Sorin Grindeanu (Partito Social Democratico), eletto il 24 giugno 2025.

### Ufficio permanente
L'Ufficio permanente (in rumeno: Biroul permanent) è composto dal presidente della Camera, quattro vicepresidenti, quattro segretari e quattro questori. Fatta eccezione del presidente, che è eletto ad inizio legislatura per l'intero mandato, i membri dell'Ufficio permanente sono eletti all'inizio di ogni nuova sessione parlamentare.
Come da regolamento della Camera, tra le responsabilità dell'Ufficio permanente rientrano numerose funzioni che permettono il regolare svolgimento dei lavori dell'intera assemblea. Nello specifico, l'Ufficio permanente:
- Propone date di inizio e fine delle sessioni parlamentari.
- Può richiedere al presidente la convocazione di sessioni straordinarie.
- Sottopone ad approvazione il regolamento della Camera e le proposte di modifica.
- Presenta alla Camera il progetto di bilancio per approvazione.
- Conduce e controlla i servizi della Camera e i regolamenti per l'accesso nella sede.
- Propone alla Camera le nomine del segretario generale e del suo aggiunto.
- Assicura la trasmissione ai deputati dei documenti, quali progetti di legge e proposte legislative, registrati presso la segreteria generale della Camera, nonché degli ordini del giorno e dei programmi di lavoro.
- Nel caso di procedimenti legislativi iniziati dai deputati, in base al dominio di competenza quale prima camera di lettura, li trasmette al Senato o li sottopone a dibattito e votazione della Camera.
- Gestisce gli appelli riguardanti le situazioni di incompatibilità, seggi vacanti o comportamenti illegittimi riportati all'interno delle commissioni.
- Organizza le delegazioni internazionali per i rapporti con i parlamenti di altri stati, sentito il parere del Comitato direttivo del gruppo romeno di unione interparlamentare, dei gruppi parlamentari, della commissione per la politica estera e delle altre commissioni. I componenti di tali delegazioni sono sottoposti a votazione della Camera.

### Gruppi parlamentari
Sono composti dall'associazione dei deputati che appartengono allo stesso partito o coalizione politica. Un gruppo parlamentare può essere formato da un minimo di dieci deputati ed è condotto da una dirigenza propria costituita da un presidente, uno o più vicepresidenti e un segretario. I deputati che rappresentano le associazioni delle minoranze etniche possono costituire un unico gruppo parlamentare. I deputati indipendenti o quelli di formazioni politiche che non hanno un numero sufficiente di membri per formare un gruppo proprio, possono riunirsi in gruppi misti.
I gruppi propongono i componenti delle commissioni parlamentari, indicano i propri candidati alle funzioni di presidente della Camera e di membro dell'Ufficio permanente e possono chiedere la revoca di un membro dell'Ufficio permanente o delle commissioni da loro proposto.

### Comitato dei presidenti di gruppo
È composto dai leader di ogni gruppo parlamentare e si riunisce settimanalmente.
Tra le sue prerogative, approva e presenta modifiche agli ordini del giorno e ai programmi di lavoro; propone alla Camera il modo di organizzare i tempi dei dibattiti parlamentari; indica il numero di membri delle commissioni permanenti.
Ai lavori del comitato possono partecipare, senza diritto di voto, il presidente della Camera o un rappresentante del governo.

### Commissioni parlamentari
La camera costituisce regolarmente delle commissioni permanenti, mentre può decidere di istituire delle commissioni d'inchiesta, delle commissioni speciali, delle commissioni di mediazione (nel caso di leggi costituzionali o dell'approvazione di due documenti diversi da parte delle due camere per altri tipi di proposte legislative), o delle commissioni comuni con il Senato.

Le commissioni permanenti sono costituite sulla base della composizione politica della Camera. Il loro compito principale è quello di redigere rapporti e resoconti sui documenti che saranno sottoposti alla Camera per dibattito e votazione. Ogni commissione permanente ha il proprio campo d'azione. La Camera ha istituito le seguenti:
- Economia, riforma e privatizzazione
- Bilancio, finanze e banche
- Industria e servizi
- Trasporti e infrastrutture
- Agricoltura, silvicoltura, industria alimentare e servizi specifici
- Diritti dell'uomo, culti e problemi delle minoranze etniche
- Pubblica amministrazione, gestione del territorio ed equilibrio ecologico
- Ambiente ed equilibrio ecologico
- Lavoro e protezione sociale
- Salute e famiglia
- Istruzione, scienza, gioventù e sport
- Cultura, arte e mezzi d'informazione di massa
- Giuridica, disciplina e immunità
- Difesa, ordine pubblico e sicurezza nazionale
- Politica estera
- Indagini sugli abusi, la corruzione e per le petizioni
- Regolamento
- Tecnologia dell'informazione e delle comunicazioni
- Pari opportunità tra donne e uomini
- Comunità dei rumeni all'estero
- Affari europei

Le commissioni permanenti sono formate da un numero di deputati tra 11 e 33, ad eccezione della commissione per il regolamento, che è composta da un rappresentante per ogni gruppo parlamentare. I membri sono designati e concordati dai presidenti di gruppo e approvati dalla Camera. Ogni deputato fa obbligatoriamente parte di una sola commissione permanente, fatta esclusione delle commissioni per il regolamento, per la tecnologia dell'informazione e per le pari opportunità, i cui membri possono partecipare anche ad altre commissioni permanenti.
Le sedute delle commissioni sono pubbliche. I presidenti delle commissioni hanno l'obbligo di informare il governo sulle date delle sedute. Hanno diritto a partecipare ai lavori i ministri, i deputati e senatori che hanno avviato le proposte di legge al vaglio della commissione, gli specialisti del Consiglio legislativo (su richiesta del presidente della commissione) e, su invito, i rappresentanti di organizzazioni non governative o consulenti esterni. I rapporti, che contengono pareri e indicazioni, vengono approvati con il voto della maggioranza dei membri presenti.

## Composizione

### Precedenti
Dal 1990 al 2024 si sono susseguite dieci legislature con un numero variabile di deputati compreso tra 329 (legislatura 2016-2020) e 412 (legislatura 2012-2016).